# NGC 5512
NGC 5512 في الفهرس العام الجديد، هي مجرة، تقع في كوكبة العواء. اكتشفت في 2 مايو 1785 بواسطة إدوارد ستيفان.

## روابط خارجية
- NGC 5512 على موقع ويكي سكاي: DSS2, SDSS, GALEX, IRAS, Hydrogen α, X-Ray, Astrophoto, Sky Map, Articles and images